# Ashwaq Moharram
Ashwaq Moharram (em árabe: أشواق محرم; Iémen, 1975) é uma médica e ativista iemenita, conhecida por seu trabalho lidando com a fome na cidade iemenita de Hodeida.

## Biografia
Ashwaq Moharram é casada e tem 2 filhos. Em 2016, depois de trabalhar como médica durante vinte anos, ela foi nomeada uma das 100 mulheres da BBC por suas conquistas. Ela estava então morando sozinha em Hodeida, pois seu marido havia levado os filhos para a Jordânia. Ashwaq disse sobre seu trabalho:
| “                 | Estou vendo a mesma coisa que costumava assistir na TV quando a fome se espalhava na Somália. Nunca pensei que veria isso no Iêmen. | ” |
| — Ashwaq Moharram | |   |

Ashwaq Moharram trabalhou para inúmeras organizações de ajuda internacionais, mas desde 2015 tem trabalhado de forma independente, entregando medicamentos e alimentos no seu carro, servindo como clínica móvel.

## Prêmios
- 2016 - 100 mulheres da BBC.[1]